# Hakeborn

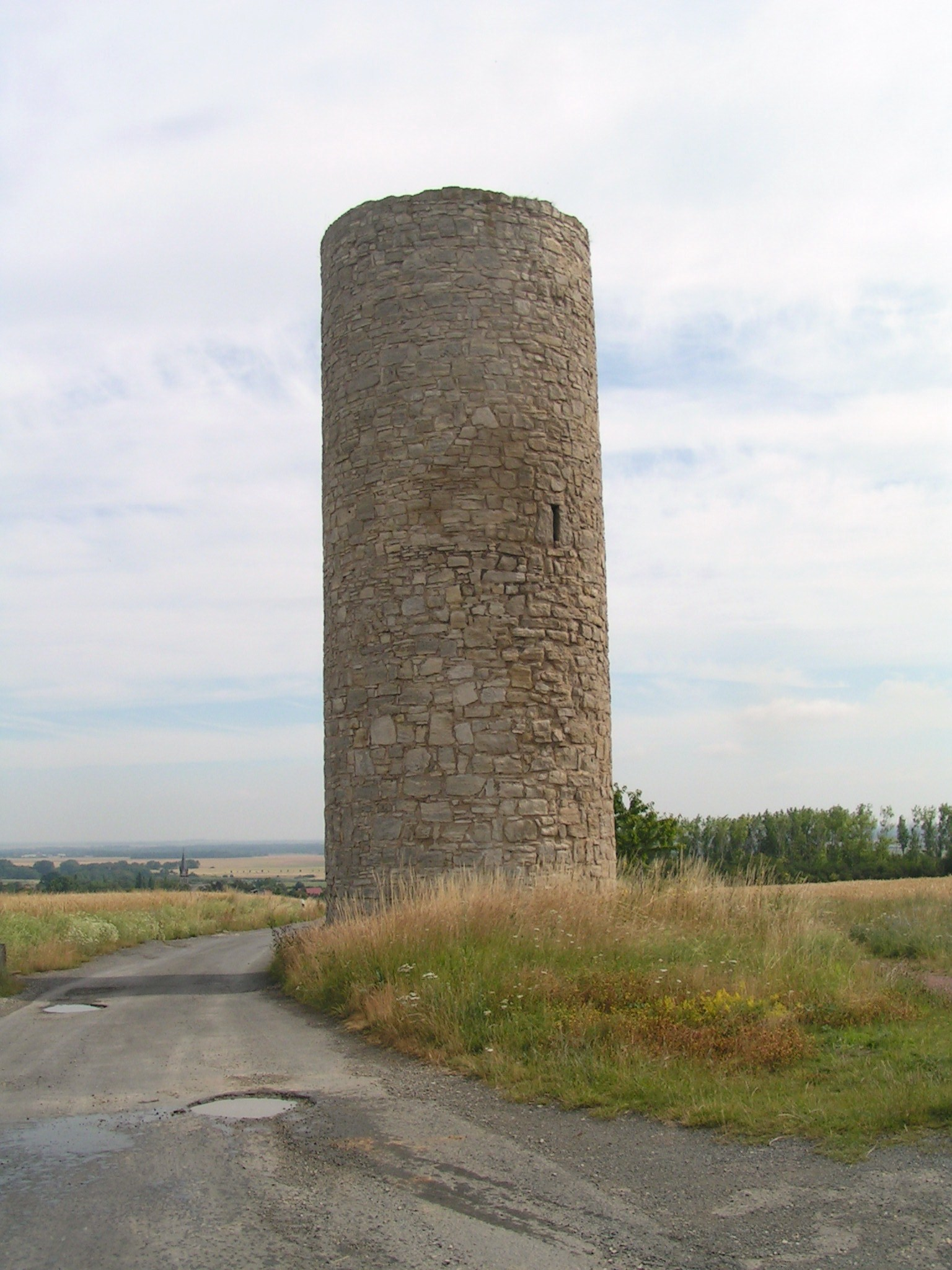
Alte Warte

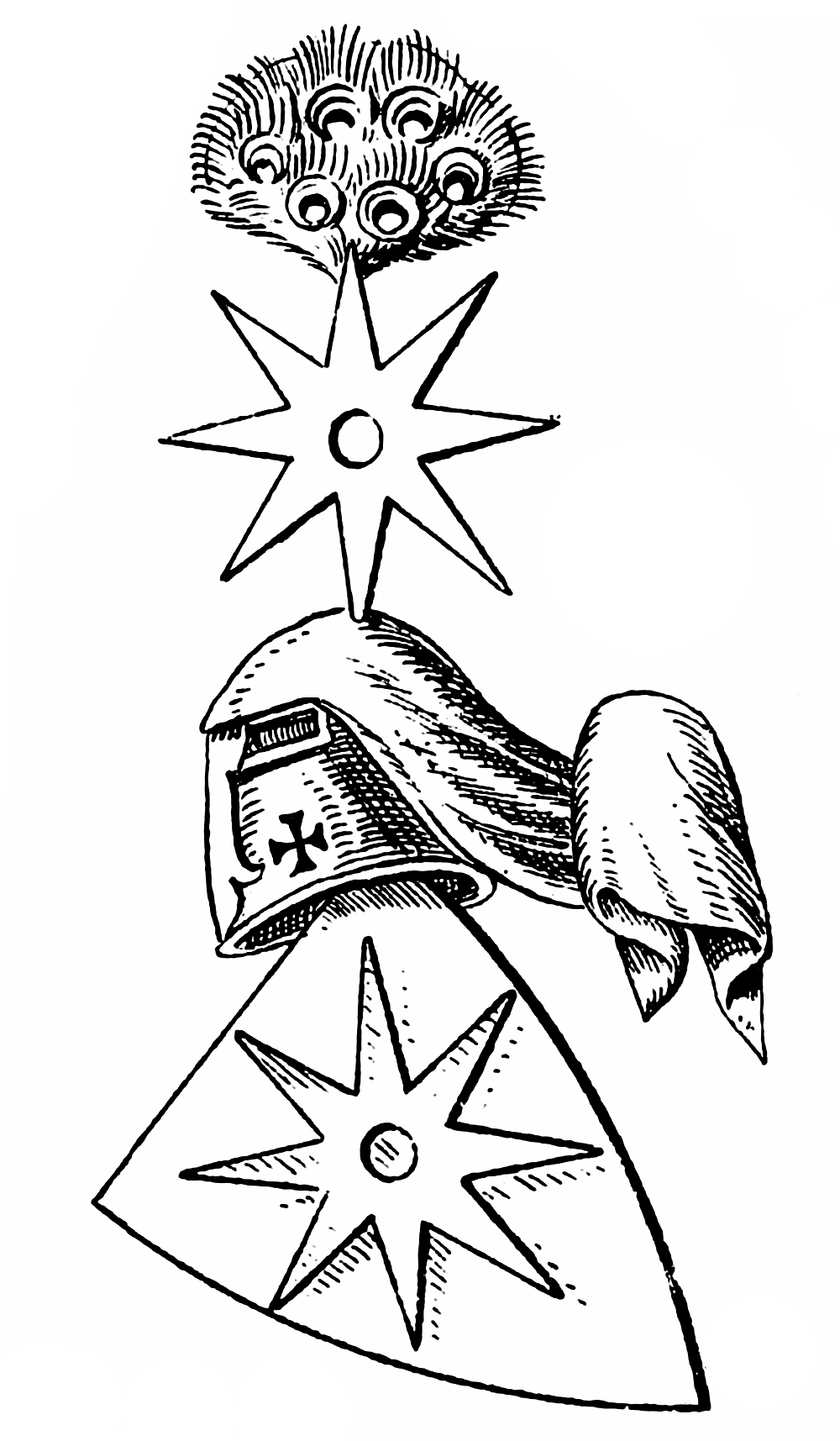
Wappen des Ludwig von Hackeborn von 1376

Hakeborn ist ein Ortsteil der Gemeinde Börde-Hakel und liegt am westlichen Rand des Salzlandkreises in Sachsen-Anhalt.

## Geographie
Der Ort liegt nördlich des Naturschutzgebietes Hakel etwa 26 Kilometer nordwestlich von Aschersleben und circa 25 Kilometer südlich von Magdeburg.

## Geschichte
Der Ort wurde urkundlich erstmals im Jahr 960 erwähnt. Er war Stammsitz des Adelsgeschlechts von Hakeborn.
Die Gegend ist bis heute weitgehend landwirtschaftlich geprägt.
Am 1. Januar 2010 schlossen sich die Gemeinden Hakeborn, Etgersleben und Westeregeln zur neuen Gemeinde Börde-Hakel zusammen.

## Religion
Die Kirchengemeinde Hakeborn mit der St.-Alexander-Kirche gehört zum Pfarrbereich Egeln im Kirchenkreis Egeln der Evangelischen Kirche in Mitteldeutschland.
Von 1861 bis 1940 bestand in Hakeborn eine katholische Schule. 1929 wurde in Westeregeln eine katholische Kirchengemeinde gegründet, der auch die Katholiken in Hakeborn zugeordnet wurden. Nach der Schließung der katholischen Schule fanden die katholischen Gottesdienste in einem behelfsmäßigen Raum statt. Am 19. November 1972, dem Gedenktag der heiligen Mechthild von Hackeborn, erfolgte die Grundsteinlegung einer Kapelle, die das Patrozinium der heiligen Mechthild von Hackeborn bekam. Die Kapelle wurde in Form einer Baracke auf dem Grundstück des ehemaligen Gasthofs zum Deutschen Hause an der Friedensstraße errichtet. Am Pfingstmontag 1973 wurde die Kapelle durch Generalvikar Theodor Hubrich eingeweiht. Auch ein Platz unweit der Kapelle wurde nach Mechthild von Hackeborn benannt. Am 5. Juni 2011 fand in der St.-Mechthild-Kapelle der letzte Gottesdienst statt und es erfolgte die Profanierung. Heute gehören Katholiken in Hakeborn zur Pfarrei St. Marien Staßfurt-Egeln mit Sitz in Staßfurt, im Dekanat Egeln des Bistums Magdeburg. Die nächstliegenden katholischen Kirchen sind St. Marien (Egeln) und St. Mechthild (Westeregeln).

## Politik

### Bürgermeister
Der letzte Bürgermeister der Gemeinde Hakeborn war Michael Stöhr (parteilos).

### Wappen
Das Wappen wurde am 26. November 1937 durch den Oberpräsidenten der Provinz Sachsen verliehen.
Blasonierung: „In Blau ein achtstrahliger goldener Stern.“
Das Wappen ist der Schild des im 14. Jahrhundert erloschenen Geschlechts der Edelherren von Hakeborn, deren namengebender Stammsitz das Dorf Hakeborn war. Die Gestaltung des Wappens geht zurück auf den Magdeburger Staatsarchivrat Otto Korn.

### Flagge
Die Flagge der ehemaligen Gemeinde ist Gelb-Blau gestreift und mittig mit dem aufgelegten Wappen belegt.

## Sehenswürdigkeiten

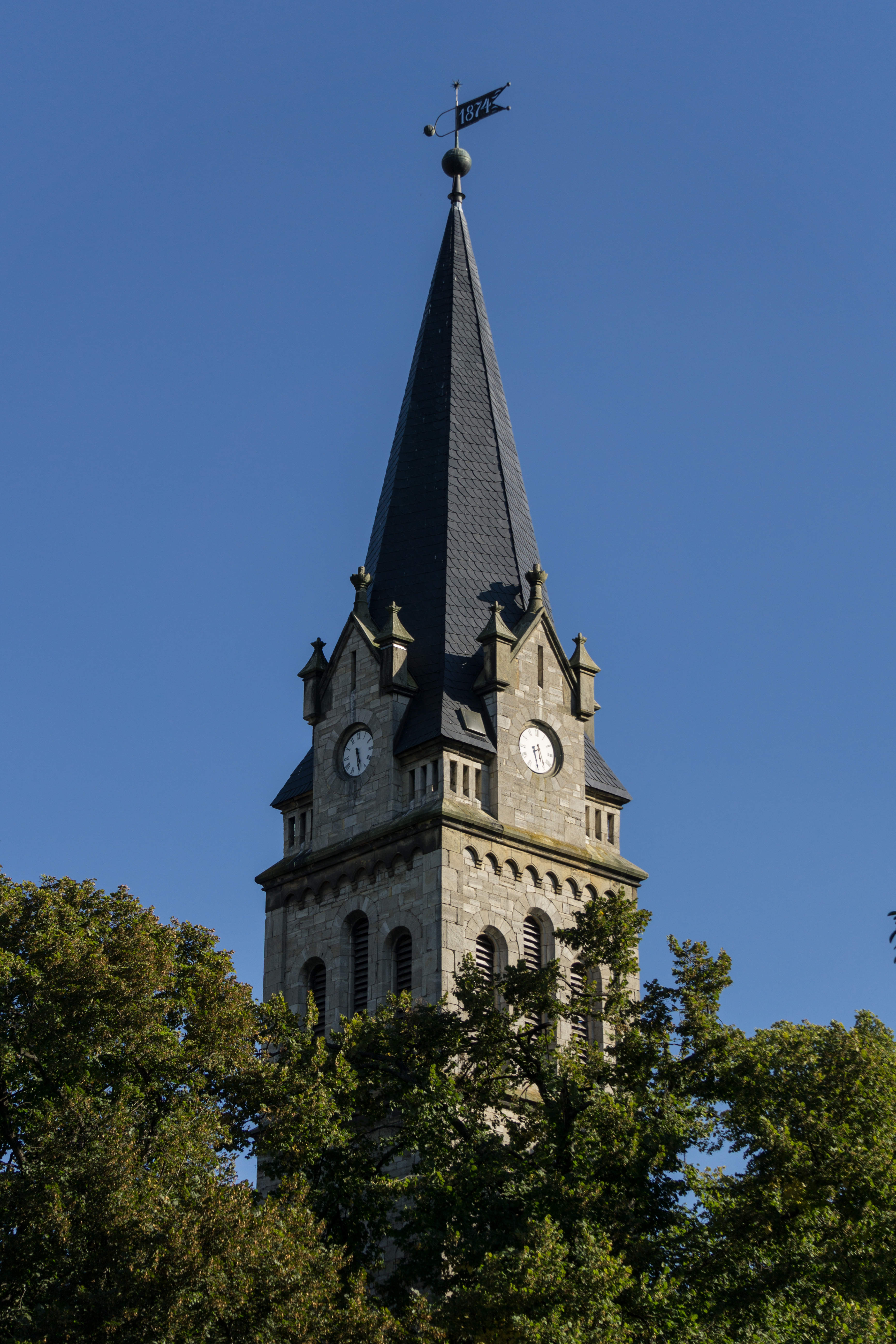
Kirchturm

- Alte Warte, mittelalterlicher Wehrturm
- Kirche
- Windmühle

## Verkehr
Hakeborn wird über Kreisstraßen an das überörtliche Verkehrsnetz angeschlossen. Zu dem Autobahnanschluss der A 14 Magdeburg-Sudenburg gelangt man über die B 180 und B 81.
Ferner lag Hakeborn an der stillgelegten Bahnstrecke Aschersleben–Nienhagen.